# 氣多神社 (富山縣)
36°48′01″N 137°02′40″E / 36.800222°N 137.044306°E
氣多神社（日语：／ Keta-Jinja */?）是日本富山縣高岡市伏木一宮的一座神社，社格是名神大社或式內小社、越中國一宮和縣社，主祭神是大己貴命和奴奈加波比賣命，配神為菊理姬命和事代主命，別當寺是慶高寺，本地佛是文殊菩薩、地藏菩薩和多聞天王。氏子數目方面，《神社明細帳》記載為82戶，《府縣鄉社明治神社誌料》和《日本社寺大觀》記載為115戶，《式內社調查報告》記載為約700戶。文化財方面，神社本殿是重要文化財，木造狛犬一對以及氣多神社的瞪眼獅則分別是高岡市指定文化財。

## 歷史

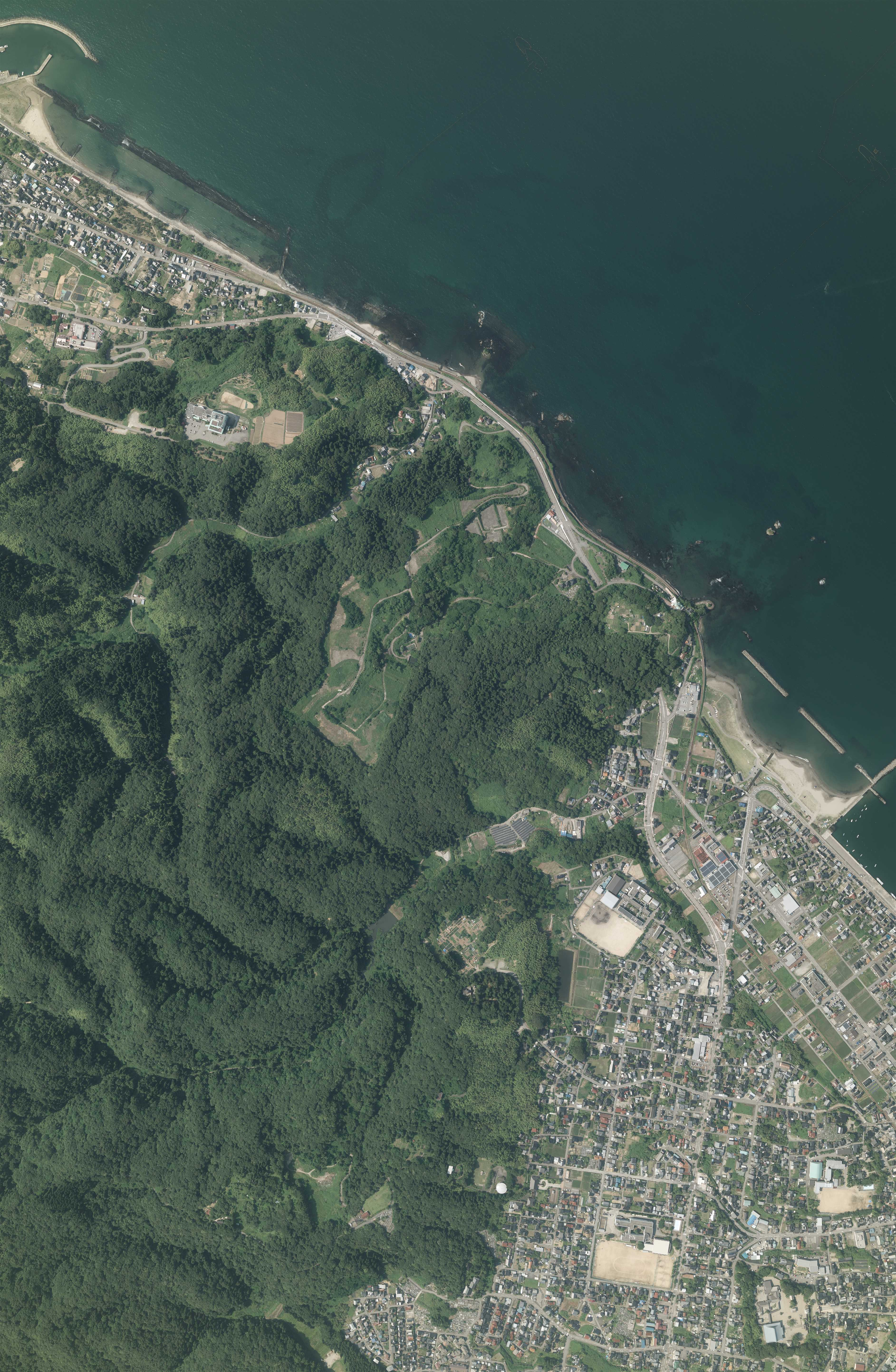
中央和西南面的山地是二上山，中央偏南部分是氣多神社，東南面是伏木地區，西北面是雨晴海岸，北面和東北面海域是富山灣

氣多神社位於二上山東部山塊與平地之間，海拔高約70米的丘陵台地上（一之宮山的有明之岡），東南面約500米處是越中國分寺，約一公里處則是越中國府遺址，原屬越中國射水郡，小字是大平，地號是2063。神社名稱方面，氣多是指強風（けたか），指風，源於氣比（けひ）省略而來，是高，也寫作「氣高」，由於和屬，均為雙元音，因此在省略後者後變成氣多，北陸地方的氣多神社均建於阻擋強風吹向內陸的海邊，蘊含其為日本海保護神以及風神的意思。
創建時期方面，根據《神社明細帳》記載，神社是在養老元年（717年），能登國從越前國獨立時勸請而來，不過實際上能登國是在養老2年（718年）獨立，其後在天平13年（741年）併入越中國，當時越中國的一宮則為氣多大社，直至天平寶字元年（757年）能登國再次獨立，《式內社調查報告》推測神社在此時創建，根據《一宮神官大江氏文書》記載，神社由行基創建。另外，神社在文獻上最早見於《延喜式神名帳頭註》引述的《諸社根元記》延喜8年8月16日（908年9月14日）「乙卯以越中氣多大神預官幣」。
另一方面，在能登國併入至越中國時，越中守由大伴家持擔任，他在天平20年2月（748年3月4日至4月2日）由於出舉而在管內巡視期間曾經參拜氣多大社，並且留下一首和歌，收錄於《萬葉集》（新編國歌大觀編號4049），儘管如此，與國府咫尺之遙的氣多神社卻沒有任何記載，反映在當時氣多神社可能尚未創建。對此，《高岡市史》主張由於氣多大社與越中國府距離甚遠，因此在國府設置遙拜所，在能登國獨立後，便將遙拜所改成獨立的神社，《越中國式內等舊社記》更直接指出氣多神社就是在能登國獨立時，從氣多大社勸請而建，稱為新氣多明神，神社官方則稱神社是在天平4年（732年）勸請自氣多大社。另一方面，《式內社的研究》不認同氣多神社為氣多大社分社的說法，文獻引述《大日本地名辭書》指當地本來就有強風，神社就是為了拜祭當地的風神而創建，自古便是獨立的神社。
根據《府縣鄉社明治神社誌料》記載，神社在神龜2年（725年）獲聖武天皇下賜宸翰以及附近九村作為神領，不過收錄於《一宮神官大江氏文書》內明治元年（1868年）的《從太政官由來就御尋書上帳》則記載為神龜元年（724年），獲賜的是宸翰以及附近九村的御供田。其後根據《府縣鄉社明治神社誌料》記載，神社在天慶3年正月6日（940年2月16日）、永保元年2月10日（1081年3月22日）、永治元年7月10日（1141年8月13日）和治承4年12月13日（1180年12月31日）均曾經獲賜官幣。承曆4年6月10日（1080年6月29日），根據《朝野群載》記載，神祇官算出天皇需要特別注意身體的一天後，向各令制國派出使者，並且上奏對神社的社司處以中祓，越中國內除了氣多神（氣多神社），尚有鵜坂神、白鳥神和三宅神均被處罰。壽永末年，木曾義仲進軍至神社一帶，導致附近堂塔均毀於戰火，其後末社等雖然逐漸重建，但是在天文年間（1532年至1555年）毀於上杉氏之手，社殿也無一幸免
根據《伏木鄉土史談》記載，神社在永祿（1558年至1570年）和元龜（1570年至1573年）時重建，《府縣鄉社明治神社誌料》則指是由宥應建立小祠，直至正保2年（1645年）才獲加賀藩主前田利常重建。根據《越之下草》記載，慶高寺在慶長2年（1597年）獲加賀藩主前田利長寄進寺領宮林，根據《守山村上阪常次郎記錄》記載，宮林長390間（約709.09），寬180間（約327.27），面積達70200坪（約232066.12平方），另有面積達900坪（約2975.21平方）的寺居屋敷以及原來領有的20石的御供田，其後在慶長10年（1605年），擔任奉行的富田重政在檢地時沒收了神社的御供田，改建成屋敷，堂塔也嚴重損毀，《伏木鄉土史談》則指此時神社所有領地均被沒收。慶安3年10月19日（1650年11月12日），根據《一宮神官大江氏文書》記載，利常寄進越中冰見莊矢田村（現高岡市伏木矢田、伏木古府元町、伏木矢田上町、伏木一丁目和高美町一帶）10石至神社，從而讓神社替其孫前田綱紀祈禱。
另一方面，久保尚文根據建長2年（1250年）的《九條家初度處分狀》推測由於當時慶高寺是法成寺的末寺，因此九條家曾經通過法成寺來管治神社。其後，神社的南北兩谷原有49座寺院，不過大多毀於在天文年間的戰火，僅存的堂寺得正寺改宗至一向宗，最終剩下的愛染院在其後也開始荒廢。明曆3年（1657年），當時慶高寺的住持死去後，便由看坊打理，直至元祿2年5月（1689年6月17日至7月16日），愛染院弟子祐玄再興慶高寺，及後獲准在年初時前往金澤城進行御目見。此外，根據真福寺裏打文書、《高岡市守山町上坂常次郎家記錄》「萬治元年10月4日（1658年10月30日）」、《一宮巡詣記》「元祿9年7月9日（1696年8月6日）」和《日本九峰修行日記》「文化13年8月9日（1816年8月31日）」等文獻記載，神社是日本廻國六十六部的經堂之一，慶高寺也同時負責接受這些經書。

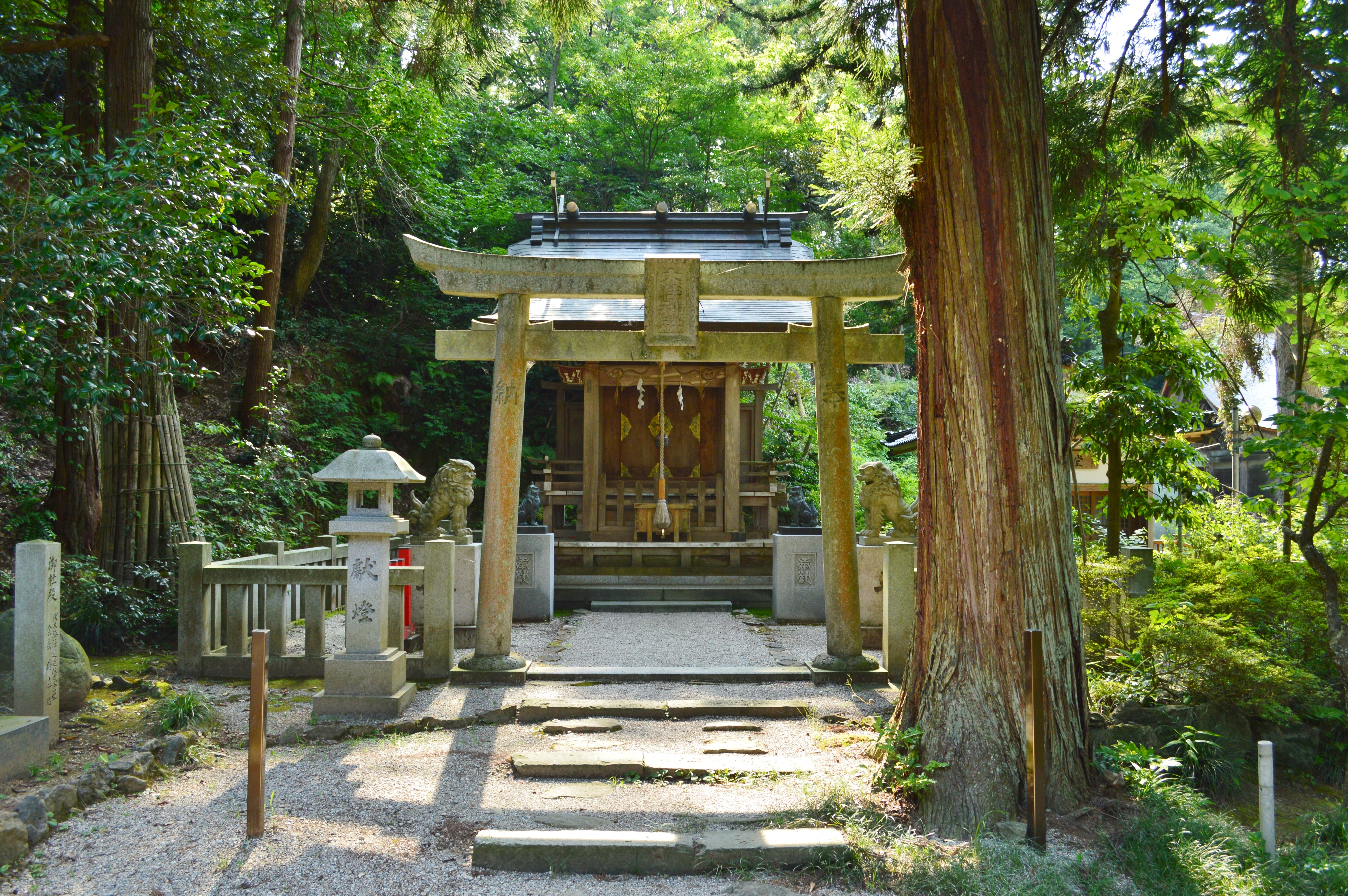
大伴神社

明治元年3月（1868年3月24日至4月22日），神社和慶高寺受到神佛分離的影響而分道揚鑣，觀音堂遷到西礪波郡石動町，慶高寺的第十三代住持法海也改稱國田慶治，其後再易名為齊藤天海，並且於翌年前往石動町續任住持，1895年7月轉移至大阪府大阪市大和町的法案寺，1913年7月死去，其弟子則還俗成為神職大江氏，並且擔任社掌。當時神社的社司是尾崎氏，根據家傳記載，尾崎氏原本是氣多大社的社家櫻井氏的族人，在勸請後便遷至氣多神社，天文戰亂時前往西北面四公里的島尾的尾崎山避難，直至社殿重建後仍然留在尾崎山，並且同時在氣多神社和伏木神社等附近一帶的神社效勞，最終在天保年間（1831年至1844年）才重返伏木（伏木東一宮17-2）。根據正德2年（1712年）的《射水郡社號帳》記載，神社當時仍由慶高寺管理，尾崎氏僅在祭事的時候才會前往神社。第二次世界大戰結束後，尾崎氏離開氣多神社，宮司改由大江氏擔任。
1937年9月，宇賀社、愛宕社、水神社和神明社合祀至氣多神社。1950年，為了修理社殿而對本殿進行解體工程，花費達340萬日元，1970年又重新鋪設本殿的柿葺屋頂。1985年，大伴神社在氣多神社境內建成。

## 社格

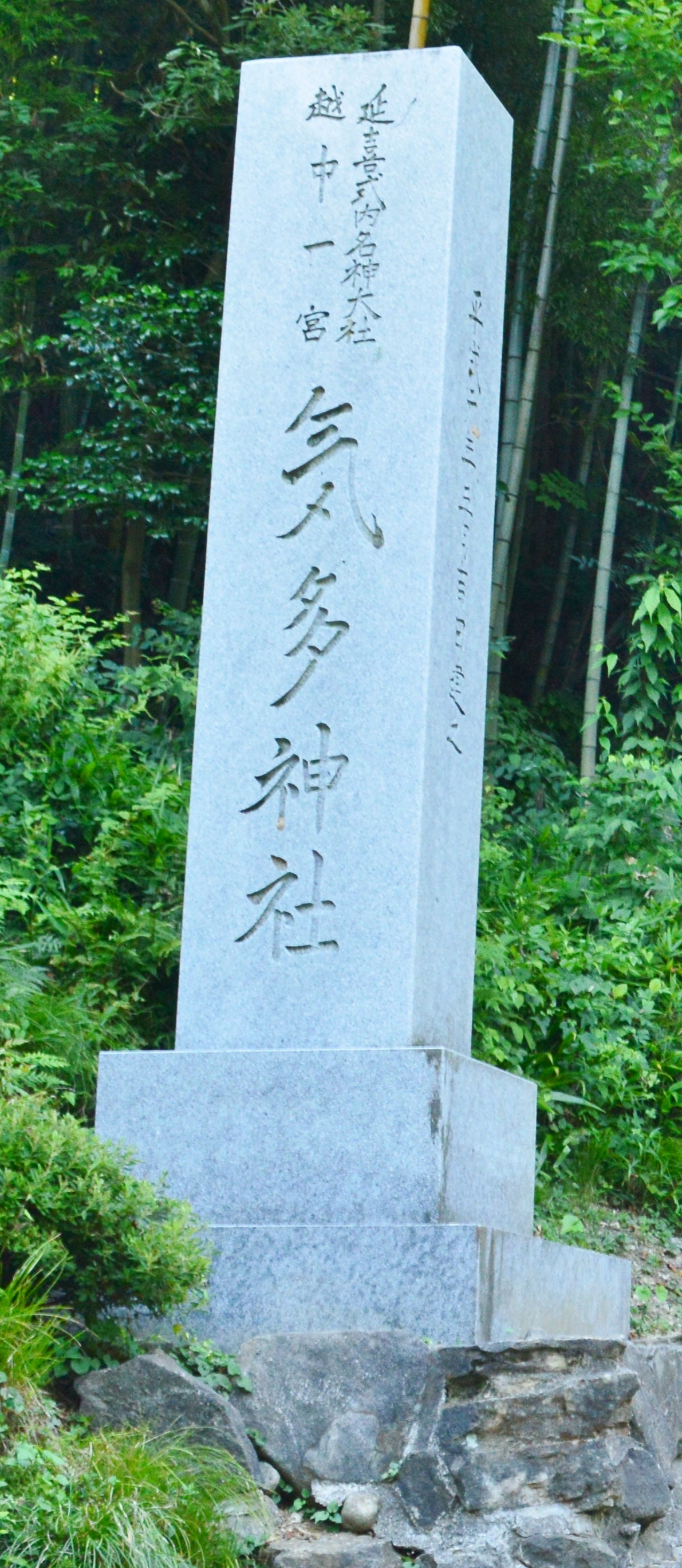
刻有「延喜式內名神大社」和「越中一宮」的社標

氣多神社的社格為名神大社或式內小社、越中國一宮和縣社。在《延喜式神名帳》射水郡的部分，神社位列末席，反映在射水郡的式內社中，神社的創建時期最晚，不過《延喜式》的宮內廳書陵部藏本以及九條家本均記載此神社為郡內唯一的名神大社，相對地出雲本（雲州本）則記載射水神社為名神大社，佐伯有義在《富山縣神社祭神御事曆》中否定出雲本的說法，依據宮內廳書陵部藏本以及九條家本，主張氣多神社為名神大社，《新訂增補國史大系》同樣記載氣多神社為名神大社。與此同時，神社的名稱不見於《延喜式》臨時祭式名神祭條，《續日本紀》延曆3年3月16日（784年4月10日）條雖然記載原本從三位的「氣太神」升至正三位，但是這裡的「氣太神」也不是《神社明細帳》所指的氣多神社，而是氣多大社，在六國史中也全無記載。
至於一宮方面，除了氣多神社外，射水神社、高瀨神社和雄山神社均主張自身為越中國一宮，《越中國式內等舊社記》主張氣多神社為一宮，射水神社為二宮，《式內社調查報告》則認為氣多神社的說法最為有力，《日本眾神—神社與聖地》則認為有四座神社均主張自身為一宮是由於當時勢力的此消彼長，不過以地名來說僅氣多神社的所在地稱作一宮。而且，根據白山比咩神社的《白山記》記載，在能登國獨立後，原本是二宮的二上神（射水神社）變成一宮，不過後來新氣多（氣多神社）創建後，與射水神社就一宮的地位爆發爭執，最終氣多神社取代射水神社成為一宮，久保尚文推測氣多神社是國司為了統治越中而從能登勸請而來。另外，福島縣耶麻郡西會津町尾野本的真福寺藏有《大般若經》，其裏打文書介乎於貞和2年（1346年，興國7年）至正平8年（1353年，文和2年），其中有一無日期文書記載「越中一宮正一位勳一等，氣多不思議大菩薩」，這是氣多神社作為一宮在文獻上最早的記載。
1873年8月，氣多神社獲指定為縣社，1907年3月12日獲指定為神饌幣帛料供進社。

## 祭神和建築
- 本殿
- 拜殿
- 越中總社遺址傳承地

神社的主祭神是大己貴命和奴奈加波比賣命，配神為菊理姬命和事代主命，大己貴命、菊理姬命和事代主命的本地佛分別是文殊菩薩、地藏菩薩和多聞天王，慶高寺的本尊則是大日如來，這些佛像在神佛分離實施後均改為供奉於越中國分寺，合祀至氣多神社的諸社祭神分別是大己貴命和事平命（宇賀社）、加具土命（愛宕社）、水波能賣神（水神社）和天照大神（神明社）。神社面積達2952坪（約9758.68平方），設有本殿、拜殿、倉庫和社務所等建築物。首先，本殿據稱建於永祿年間，為三間社流造，長9.6米，正面寬7.2米，高9.4米，柿板葺屋頂，分為內陣、外陣和走廊三個部分，正面設有一間向拜，三面均是落緣，設有高欄，1931年1月19日獲指定為國寶（現重要文化財）。其次，拜殿長三間半，寬兩間，左右是翼廊，境內西南面的倉庫則是舊拜殿，在1952年時遷至該處，長三間，正面寬四間半。最後，社務所位於長約700米的參道途中的左方山林內，為慶高寺原址，也是神職大江氏的住宅，各社殿均朝向東南面。
除了社殿，在十間道路與四辻之路交界設有刻上「縣社氣多神社」的社標，建於1935年，出自一條實孝手筆，此處即為參道的入口，沿參道走約500米後進入山中，途中經過越中國分寺，兩旁則是民居，上斜坡後是約70階的石階，上方是石鳥居，再走約150米的參道以及30階石階便是神社，境內建有1890年和1968年奉納的石燈籠，另有一對小型燈籠以及1933年奉納的狛犬。本殿內另有木造狛犬一對，分別高88厘米和92厘米，傳為運慶的作品，1961年3月27日獲指定為高岡市指定文化財。此外，神社境內有一處地方稱為「越中總社遺址傳承地」，也有建於1963年，高2.7米的大伴家持歌碑，刻在碑上的和歌出自於《萬葉集》（新編國歌大觀編號3976）。

## 祭事
神社的春季例大祭在當地稱為Dago祭（ダゴ祭り），由氏子以紅豆製作斗棒草餅來款待神明，在昭和初年為止也曾經舉辦稱為山行（山ゆき）的儀式，當時春祭結束後人們登上神社的後山，於能夠飽覽富山灣的地方席地成圈，在觀賞櫻花、山茶花和杜鵑花的同時舉行宴會，從而迎接山神至當地的農田和民居。春季例大祭當天，首先在社務所舉行奉幣使出發儀式後，以繪有氣多神神使雉的旗幟先行，紫、白、紅、黃和綠旗伴隨在後，稱為瞪眼獅的舞獅在囃子以笛和太鼓奏樂帶領下，向拜殿前的空地進發時，身穿衣冠束帶的奉幣使、唐櫃、神主、氏子總代和董事則緊隨其後，沿參道前往拜殿。在抵達拜殿後，在本殿舉行奉幣和神事，並且讓神體登上在拜殿前空地預先準備好的神輿後舉行渡御，一行人按順序是雉旗、五色旗、囃子、神職、神輿、祭主、穿上紋付的氏子總代和董事等等，在經過拜授所後往神殿進發。一行人在參拜後回到拜殿，神體也重歸本殿後開始奉納瞪眼獅。
瞪眼獅與一般舞獅相比動作較慢，伴隨著奏樂而緩慢地左右擺動，先在社殿前90度角回頭瞪向外面後，再瞪社殿，如果被瞪的話相當於厄祓，能夠消災解難。瞪眼獅的形態本身屬於百足獅子，負責獅身部分的參加者身穿藍染的和服，負責獅頭部分的參加者則穿上野袴，特點是沒有天狗，1996年12月4日獲指定為高岡市指定文化財。瞪眼獅奉納完成後，祭禮獅子便開始巡迴氏子居處，尤其是有慶喜事情的家庭，氏子也會預先準備幔幕、花紙和禮金來迎接祭禮獅子，花紙上也繪有手持鯛魚的惠比壽，祭禮獅子取得禮金後便會朗讀花紙上的字句，並且在長胴太鼓和橫笛的伴奏下，於氏子門前聞歌起舞，從而達至厄祓的效果。
| 每月 | 月次祭（每月1日和15日）            |
| 1月  | 元旦祭（1月1日） 左義長（1月16日） |
| 2月  | —                                  |
| 3月  | —                                  |
| 4月  | 春季例大祭（4月18日）              |
| 5月  | —                                  |
| 6月  | 夏越之大祓式（6月30日）            |
| 7月  | —                                  |
| 8月  | —                                  |
| 9月  | 秋季例大祭（9月25日）              |
| 10月 | —                                  |
| 11月 | 新嘗祭（11月23日）                 |
| 12月 | 年越大祓式（12月31日）             |

### 註解
1. ↑  根據《白山記》的正文，此文獻在長寬元年（1163年）成立，根據奧書可以得知，先後在正應4年5月1日（1291年5月29日）、永和4年6月29日（1378年7月24日）、應永16年5月19日（1409年7月2日）和永享11年6月9日（1439年7月19日）進行增補[17][18]。

## 外部連結
- . 氣多神社.   [2022-06-20]. （原始内容存档于2019-04-20） （日语）.
- . 富山縣.   [2022-06-20]. （原始内容存档于2022-06-29） （日语）.
- . 高岡市.   [2022-06-20]. （原始内容存档于2021-06-13） （日语）.
- . 全國一之宮巡拜會.   [2022-06-20]. （原始内容存档于2022-07-02） （日语）.
- YouTube上的